# José Luis González González
José Luis González González (Ponferrada, Província de Lleó, Castella i Lleó; 6 de setembre de 1974) és un exàrbitre de futbol i àrbitre de VAR de futbol espanyol de la Primera Divisió d'Espanya. Pertanyia al Comitè d'Àrbitres de Castella i Lleó.

## Trajectòria
José Luis González va començar en l'estament arbitral amb 13 anys a causa que l'equip on jugava, el Fuentesnuevas, es va dissoldre. El seu germà també és àrbitre i milita a Segona Divisió "B".
La temporada 2003/04 va estrenar categoria a Segona Divisió, i hi va romandre durant 6 temporades consecutives en les quals va arbitrar 127 partits. La temporada 2008/09 va arbitrar el partit de Segona Divisió entre la Reial Societat de Futbol i la Societat Esportiva Eibar que va resultar polèmic a causa de la greu lesió del jugador de la Real, Íñigo Díaz de Ceri, que li va suposar una fractura de terç mitjà de tíbia i peroné de cama dreta, i posteriorment va suspendre el partit en el temps addicional, en impactar-li una ampolla llançada des de la graderia a l'entrenador reialista Juan Manuel Lillo.
Aconsegueix l'ascens a Primera Divisió d'Espanya després d'haver estat el primer classificat en les llistes del Comitè Tècnic d'Àrbitres, en les quals també va ascendir el segon classificat Xavier Estrada Fernández. Va debutar a la Primera Divisió d'Espanya el 29 d'agost de 2009 en el partit Reial Saragossa contra el Club Esportiu Tenerife (1-0).
Va ser el pregoner de les festes de la Encina 2011 de Ponferrada.
Va dirigir el partit d'anada de la Supercopa d'Espanya de 2015 entre l'Athletic Club i el Futbol Club Barcelona (4-0).
Va dirigir el partit de la segona semifinal de la Supercopa d'Espanya el 9 de gener de 2020 entre el Futbol Club Barcelona i l'Atlètic de Madrid (2-3).
El 19 de juliol de 2020 va dirigir el seu últim partit Primera Divisió, entre el Sevilla Futbol Club i el València Club de Futbol (1-0). Retirant-se així de l'arbitratge de camp, ja que es va incorporar com a àrbitre assistent de video en la mateixa lliga.

## Temporades
| Categoria          | País    | Any       | Partits |
| ------------------ | ------- | --------- | ------- |
| Tercera Divisió    | Espanya | 1996-2000 |         |
| Segona Divisió "B" | Espanya | 2000-2003 | 39      |
| Segona Divisió     | Espanya | 2003-2009 | 127     |
| Primera Divisió    | Espanya | 2009-2020 | 219     |

## Premis
- Trofeu Guruceta (1): 2006
- Xiulet d'or de Segona Divisió (1): 2008
- Trofeu Vicente Acebedo (2): 2009 i 2015